# دیدریک تونست
دیدریک تونست (انگلیسی: Didrik Tønseth؛ زادهٔ ۱۰ مهٔ ۱۹۹۱) اسکی‌باز صحرانوردی اهل نروژ است.